# Слон саванний
Африканський слон звичайний, африканський слон саванний (Loxodonta africana) — ссавець роду африканський слон (Loxodonta), ряду хоботних (Proboscidea). Є найбільшим із сучасних наземних тварин. Раніше, разом із слоном лісовим, вважався підвидом єдиного надвиду — слон африканський.

## Опис
Слон саванний — найбільший сухопутний ссавець на Землі. Середня його висота в холці становить 3—3,7 м, а середня вага 4—7 тонн. Довжина ноги найбільшої описаної тварини, виміряна від найвищої точки плеча до підошви сягала 4,16 м, а зріст — 3,96 м.
Найбільшим із зареєстрованих особин є самець, що був застрелений 7 листопада 1974 року у Мукуссо (Ангола). Його вага склала 12,24 т.

## Поширення і стан популяцій
Африканські слони живуть у 23 країнах на південь від Сахари: Ангола, Ботсвана, Камерун, Центральноафриканська Республіка, Чад, ДР Конго, Еритрея, Ефіопія, Кенія, Малаві, Малі, Мозамбік, Намібія, Нігерія, Руанда, Сомалі, ПАР, Південний Судан, Танзанія, Уганда, Замбія, Зімбабве; у Есватіні вимерли в 1920 році й були реінтродуковані в 1980-х та 1990-х роках. Вони, як відомо, вимерли в Бурунді в 1970-х роках, у Гамбії в 1913 році, в Мавританії в 1980-х роках. Хоча великі ділянки безперервного ареалу слона ще є в деяких частинах Центральної, Східної та Південної Африки, поширення стає все більш фрагментованим по всьому континенту.
Хоча популяція слона в наш час скорочується в частині його ареалу, основні популяції в Східній та Південній Африці, на які припадає понад 2/3 усіх відомих слонів на континенті, в наш час зростають в середньому на 4,0 % у рік (дані 2005 та 2007 років). Як результат, більш ніж 15.000 слонів, за оцінками, складали популяцію у 2006 році і, якщо нинішні темпи зростання збережуться, то число новонароджених слонів в період між 2005 і 2010 перевищить загальну сучасну кількість слонів в Центральній і Західній Африці разом узятих.
Сильно фрагментований ареал африканського слона призводить до різних розмірів і щільності популяції. На відкритих луках чисельність тварин близько 0.5–2 особин на 1 км²; воно може зрости приблизно до 5 на квадратний кілометр у лісистих місцевостях із багатим запасом їжі, таких як Національний парк озера Маньяра. Проте з екологічних причин таку високу щільність населення можна вважати досить нестабільною протягом тривалого часу. З іншого боку, густі ліси чи пустелі зазвичай мають невелику популяцію тварин. Оцінити загальну кількість особин в Африці складно, оскільки вони вимагають чіткого розділення, принаймні для тих країн, де одночасно зустрічаються лісові слони та/або гібриди між двома видами. У 2007 році цифри становили приблизно 496 000 особин у західній, східній і південній Африці. Великий перепис слонів у 2014 році дав результат 352 000, що на 30 % менше, ніж у 2007 році.

## Полювання, охорона
Африканський слон є одним з видів великої африканської п'ятірки. Через надмірне полювання і браконьєрство популяція цього виду слонів значно скоротила свою чисельність.
Тепер вид має категорію VU (вразливий) за сучасною класифікацією МСОП. Причиною браконьєрського знищення африканських слонів стало повір'я про лікувальні властивості їхніх бивнів. Фрагменти сумної історії винищення слонів поблизу пустелі Калахарі є у фільмі «Мабуть, боги з'їхали з глузду II» (The Gods Must Be Crazy II) режисера Джеймі Юйса (1989 рік).